# Jordán de Sajonia
Beato Jordán de Sajonia O.P. o Jordano (castillo de Borgberge, Dassel, ca. 1190- ca. costa de Siria. 13 de febrero de 1237) Dominico y teólogo alemán, sucesor de Santo Domingo de Guzmán como Maestro General de la Orden de Predicadores.

## Biografía
Hijo de los condes de Ebersteins u Oberstein, Jordán de Sajonia nace hacia el año 1180 en el castillo de Borgberge, cerca de Dassel, en la región alemana de Westfalia. En 1210 es enviado a la Universidad de París donde estudia matemáticas, literatura, filosofía, derecho canónico, sagrada escritura y teología.
En 1219 conoce en París a Domingo de Caleruega, a quien gusta oír predicar y con el cual se entrevistó en dos oportunidades. La predicación de Reinaldo de Órleans le dio el último impulso para ingresar a la Orden de Predicadores.
En 1220 participa en el primer capítulo general de la Orden, celebrado en Bolonia donde se le encomienda la enseñanza de la Sagrada Escritura a los frailes de París. Fue un profundo conocedor del evangelio de San Lucas y sus cartas espirituales son el legado más antiguo de la literatura mística alemana.
Posteriormente le confían el gobierno de la provincia dominicana de Lombardía, y habiendo muerto Santo Domingo de Guzmán, es elegido Maestro de la Orden en Pentecostés de 1222, cuando solo contaba con 32 años de edad. Participó en el capítulo general de 1226, y en no pocas ocasiones sirvió de consejero del papa Gregorio IX. A Jordán de Sajonia se debe la primera biografía de santo Domingo.
Su predicación de Jesucristo confirmó su fe en el pueblo de Dios y atrajo a la Orden un gran número de doctores, maestros, diversos eruditos y connotados estudiantes, especialmente en las ciudades universitarias de París, Bolonia y Vercelli. Las leyendas medievales dicen que Jordán habría fundado 240 comunidades de frailes y recibido en la orden a unos mil novicios, entre los cuales se cuenta a Alberto Magno, Humberto de Romans y Hugo de San Caro.
Finalmente aunque extenuado por su predicación itinerante, visitó varias provincias dominicanas, entre ellas las de Tierra Santa. Visita lugares y se embarca en Siria hacia Nápoles, pero cerca ya de la costa de Palestina, es asaltado por una furiosa tempestad, que lo hace naufragar, con otros dominicos, y muere ahogado en 1237.
Fue venerado como santo sin ser canonizado y el papa León XII confirmó su culto el 10 de mayo de 1826.
En su honor, se le da el nombre al seminario dominico "Seminario Apostólico Dominicano Jordán de Sajonia", situado al lado del Convento de Santo Domingo Bogotá, Colombia por Fray Adalberto Ariza O.P. Al lado del convento se sitúa el colegio Jordán de Sajonia.